# Landschaftsschutzgebiet Salwey von Plangebietsgrenze bei Schliprüthener Mühle bis östlich Sieperting

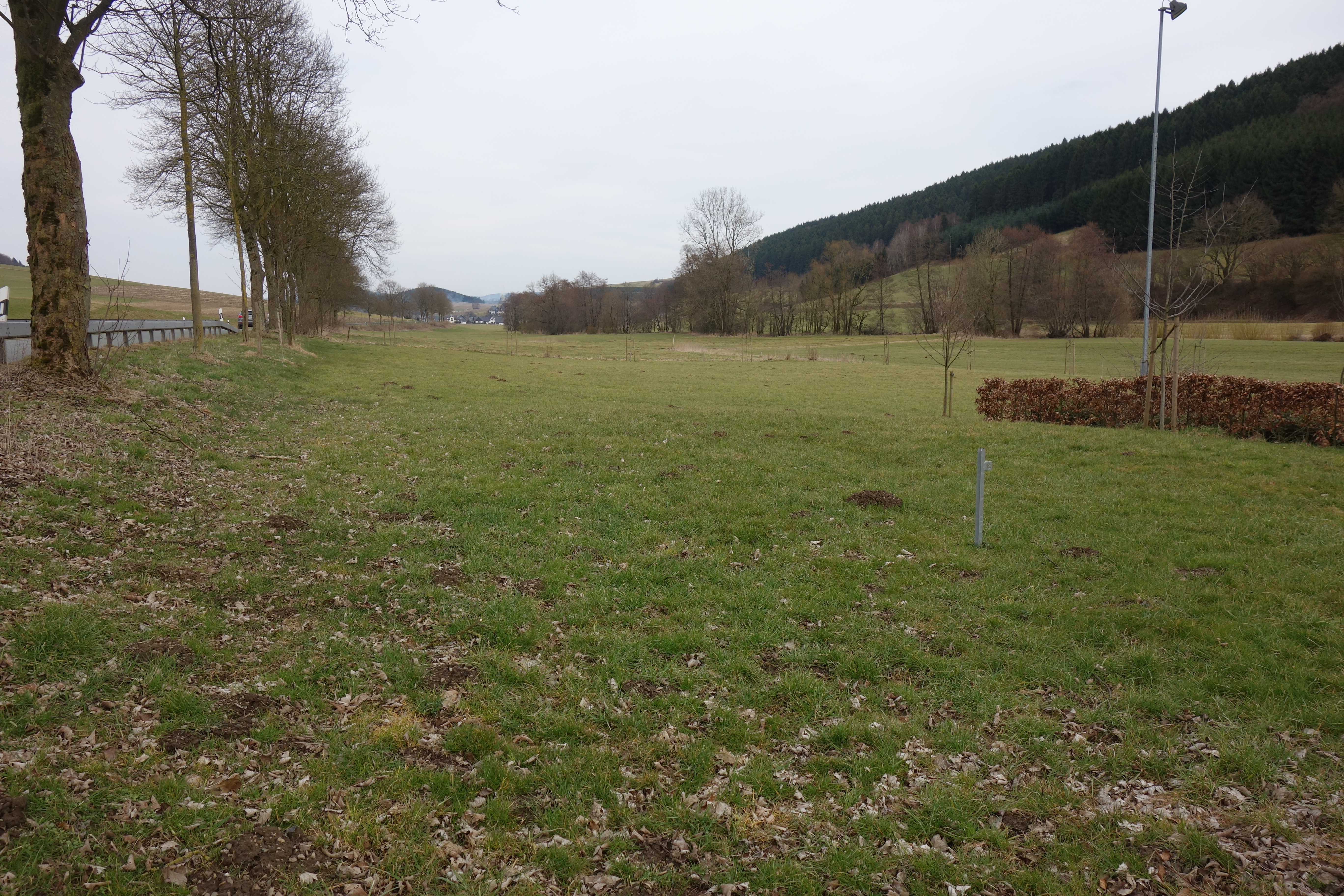
Landschaftsschutzgebiet Salwey von Plangebietsgrenze bei Schliprüthener Mühle bis östlich Sieperting zwischen Obersalwey und Niedersalwey

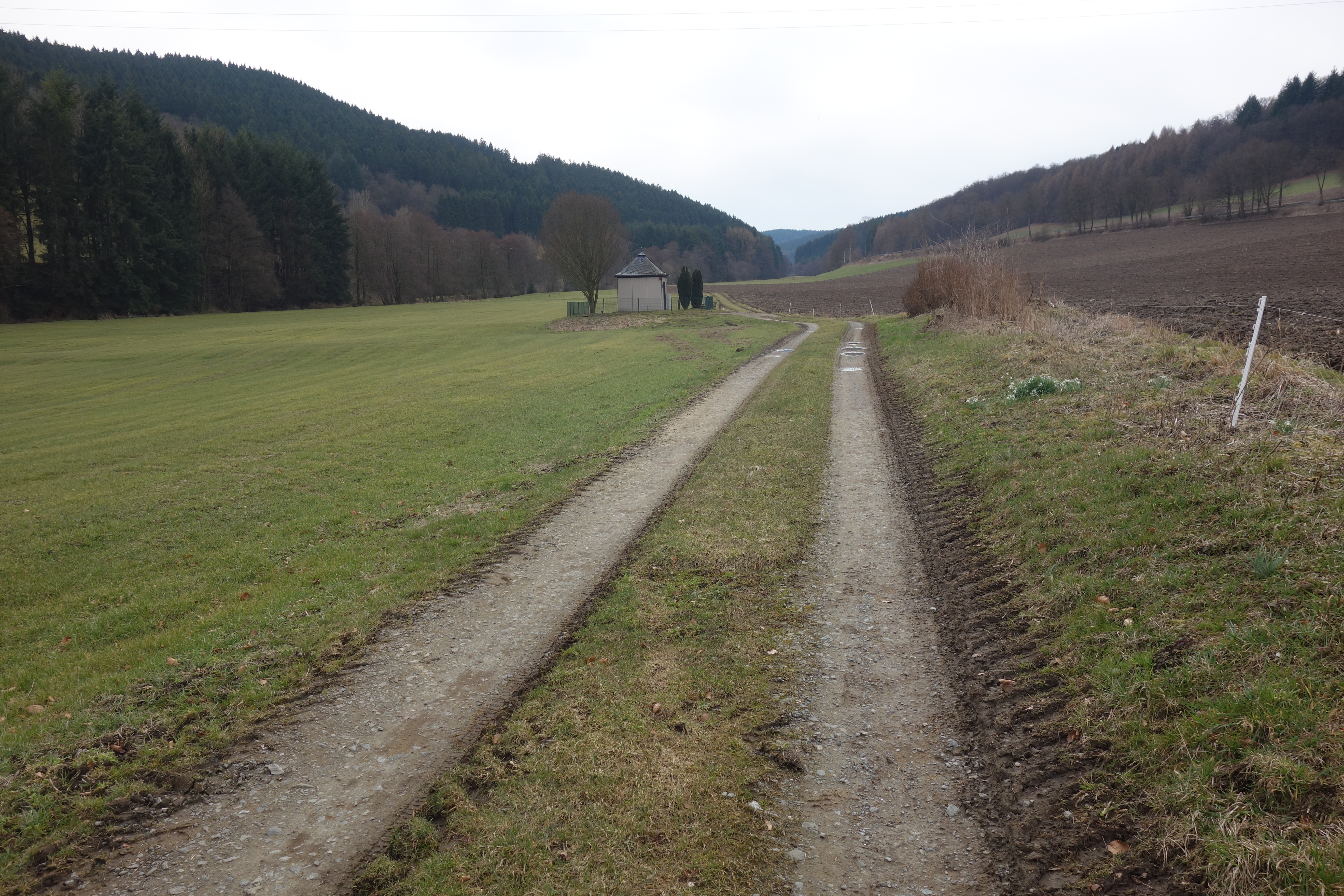
LSG westlich Schloss Obersalwey

Das Landschaftsschutzgebiet Salwey von Plangebietsgrenze bei Schliprüthener Mühle bis östlich Sieperting mit 55,4 ha Größe liegt im Gemeindegebiet von Eslohe. Das Gebiet wurde 2008 vom Kreistag des Hochsauerlandkreises mit dem Landschaftsplan Eslohe als Landschaftsschutzgebiet (LSG) ausgewiesen. Das LSG besteht aus vier Teilflächen. Das LSG wird durch die Ortslagen von Obersalwey, Niedersalwey und Sieperting unterbrochen. Die Bebauung der drei Dörfer und Schloss Obersalwey grenzen direkt an das LSG. Es handelt sich um Talbereiche der Salwey. Das LSG geht bis an die westliche Gemeindegrenze.

## Rechtliche Rahmen
Das Landschaftsschutzgebiet Salwey von Plangebietsgrenze bei Schliprüthener Mühle bis östlich Sieperting wurde als eines von 43 Landschaftsplangebieten vom Typ C, Wiesentäler und bedeutsames Extensivgrünland im Gemeindegebiet von Eslohe, ausgewiesen. Wie in den anderen Landschaftsschutzgebieten vom Typ C besteht im LSG ein Umwandlungsverbot von Grünland und Grünlandbrachen in Acker oder andere Nutzungsformen. Eine Erstaufforstung und eine Anlage von Weihnachtsbaumkulturen ist verboten. Eine maximal zweijährige Ackernutzung innerhalb von zwölf Jahren ist erlaubt, falls damit die Erneuerung der Grasnarbe vorbereitet wird. Dies gilt als erweiterter Pflegeumbruch. Beim erweiterten Pflegeumbruch muss ein Mindestabstand von fünf Metern vom Mittelwasserbett eingehalten werden. Im Gemeindegebiet Eslohe gibt es auch ein Landschaftsschutzgebiet vom Typ A und 35 vom Typ B mit anderen geringeren Auflagen.

## Schutzzweck
Die Ausweisung erfolgte zur Ergänzung der Naturschutzgebiets-Ausweisung in den Talauen von Eslohe um ein Offenlandbiotop-Verbundsystem zu schaffen, damit Tiere und Pflanzen Wanderungs- und Ausbreitungsmöglichkeiten behalten, und dem Erhalt der Vorkommen geschützter Vogelarten sowie dem Schutz artenreicher Pflanzengesellschaften.